# Rio Barra Preta
Der Rio Barra Preta ist ein etwa 30 km langer linker Nebenfluss des Rio Ivaí in der Mitte des brasilianischen Bundesstaats Paraná.

## Etymologie
Barra bedeutet am Wasser Mole. Rio Barra Preta heißt als auf Deutsch Schwarzmolenfluss.

## Geografie

### Lage
Das Einzugsgebiet des Rio Barra Preta befindet sich auf dem Terceiro Planalto Paranaense (Drtte oder Guarapuava-Hochebene von Paraná).

### Verlauf
Sein Quellgebiet liegt auf der Grenze zwischen den im Munizipien Pitanga und Manoel Ribas in der Terra Indígena Ivaí auf 751 m Meereshöhe etwa 15 km südöstlich des Stadtgebiets von Manoel Ribas und ca. 7 km südöstlich der Indigenensiedlung Aldeia Ivaí.
Der Fluss verläuft in östlicher Richtung. Nach 10 km verlässt er die Terra Indígena. Er bildet in seinem gesamten Verlauf die Grenze zwischen den beiden Munizipien.
Er mündet auf 450 m Höhe von links in den Rio Ivaí. Er ist etwa 30 km lang.

### Munizipien im Einzugsgebiet
Am Rio Barra Preta liegen die zwei Munizipien Pitanga und Manoel Ribas.

### Terras Indígenas
Der Fluss durchquert das nördliche Drittel der Terra Indígena Ivaí. Gemäß der Datenbank der indigenen Territorien des Instituto Socioambiental leben hier gut 1.500 Menschen vom Volk der Kaingang (Stand: 2014).
| Terra indígena | Völker   | Bewohner | Fläche (km²) | Bewohner pro km² | Kategorie      |
| -------------- | -------- | -------- | ------------ | ---------------- | -------------- |
| Ivaí           | Kaingang | 1.552    | 73,06        | 21,2             | Terra Indígena |